# Academia Nacional de Ciencias de la República de Kazajistán
La Academia Nacional de Ciencias de la República de Kazajistán (en kazajo: Қазақстан Республикасының Ұлттық Ғылым академиясы, en ruso: Национальная академия наук Казахстана) es el centro superior de ciencias fundamentales de la República de Kazajistán. 
Fue fundada el 1 de junio de 1946 sobre la base de la filial kazaja de la Academia de Ciencias de la Unión Soviética. Sus oficinas centrales se hallan en Almaty. Desde 2003, el presidente de la Academia es Murat Zhurínov.

## Historia
Las primeras instituciones científicas aparecieron en Kazajistán en los albores del siglo XX, especializadas en la agricultura y en la selección de semillas. En 1925 se creó en Almaty el Instituto Bacteriológico y Sanitario.

### Filial kazaja de la Academia de Ciencias de la Unión Soviética
En 1932 se fundó la base kazaja de la Academia de Ciencias de la Unión Soviética, que en 1938 se transformaría en la Filial Kazaja de la Academia de Ciencias de la URSS (KazFAN SSSR, КазФАН СССР), en la que antes del comienzo de la Gran Guerra Patria en 1941 trabajaban 100 colaboradores científicos, entre los que había tres Doctores y 14 Candidatos.
A principios de la década de 1940, operaban bajo su supervisión doce escuelas superiores, once organizaciones científicas y de proyectos tecnológicos, así como dos institutos de proyectos, dos estaciones experimentales agrícolas, seis subdivisiones de investigación y ciencia fabriles, un jardín botánico (inaugurado en 1932) y un zoológico (desde 1936).

### Academia de Ciencias de la República Socialista Soviética de Kazajistán
El 31 de mayo de 1946 se publicó el Auto "Sobre el establecimiento de la Academia de Ciencias de la RSS de Kazajistán" (Об учреждении Академии наук Казахской ССР). Los primeros miembros de la Academia fueron 14 académicos y 16 miembros correspondientes, entre los que se hallaban grandes figuras de la ciencia, la cultura y la tecnología de Kazajistán, como Mujtar Auézov (escritor), Abikén Bektúrov (químico), Ilarión Galuzo (parasitólogo), Mijaíl Goriáyev (químico), Ajmet Zhubánov (musicólogo), Nikolái Kasin (geólogo), Ismet Kenesbáyev (lingüista), Nikolái Pávlov (bótánico), Mijaíl Rusakov (geólogo), Kanysh Satbáyev (geólogo), Nigmet Sauranbáyev, (lingüista), Gavril Tíjov (astrónomo), Vasili Fesénkov (astrofísico) y Serafim Yushkov (historiador del derecho). Su primer presidente fue Kanysh Satbáyev.
El edificio donde se halla la Academia fue proyectado en 1957 por el arquitecto Alekséi Shchúsev. Durante sus años de existencia, por la colaboración y el trabajo de científicos y especialistas de la RSS de Kazajistán y por sus aportaciones a la ciencia y a la tecnología, les fueron concedidos los premios Lenin y Estatal. 
A principios de la década de 1990, con la disolución de la URSS y la transformación de la RSS de Kazajistán en la nueva República de Kazajistán, la reducción del volumen de financiación de la actividad científica así como la aguda reducción de la producción científica y tecnológica acompañaron a la crisis económica y a la reducción del potencial científico de la nueva república. El número de trabajadores dedicado a la ciencia se vio reducido a una tercera parte.

### Academia Nacional de Ciencias de Kazajistán
En 1996, un decreto del Presidente de la Academia de Ciencias de Kazajistán hizo que la Academia Kazaja de Ciencias Agrarias y el Ministerio de Ciencias y Nuevas Tecnologías de la República de Kazajistán se unieran en un órgano ejecutivo central que formaría parte del gobierno de la República como "Ministerio de Ciencias - Academia de Ciencias de la República de Kazajistán" ("Министерство науки — Академия наук РК"), hasta que en 1999 la Academia sería de nuevo separada del Ministerio, aunque los institutos académicos a su cargo permanecieron bajo el Ministerio.
En 2003 existían en Kazajistán 267 organizaciones experimentales y científicas de investigación. Entre los especialistas e investigadores que trabajan en ellas, 942 son Doctores y 2 688 Candidatos.

## Presidentes de la Academia[1]

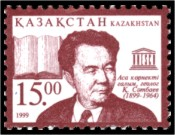
Kanysh Satbáyev, presidente de la Academia (1946-1952, 1955-1964).

- Kanysh Satbáyev (geólogo, nombrado en 1946)
- Dinmuhamed Kunáyev (metalurgia, 1952)
- Kanysh Satbáyev (1955)
- Shafik Chokin (energética, 1964)
- Shajmardán Yesénov (geólogo, 1967)
- Aksar Kunáyev (metalurgia, 1974)
- Murat Aitjozhin (biólogo molecular, 1986)
- Umirzak Sultangazin (matemático, 1988)
- Kenzhegali Sagadiev (economista, 1994)
- Vladímir Shkólnik (físico nuclear, 1996)
- Naguima Aitjózhina (biología, 1999)
- Serikbek Daukéyev (geólogo, 2002)
- Murat Zhurínov (química, 2003)

## Estructura

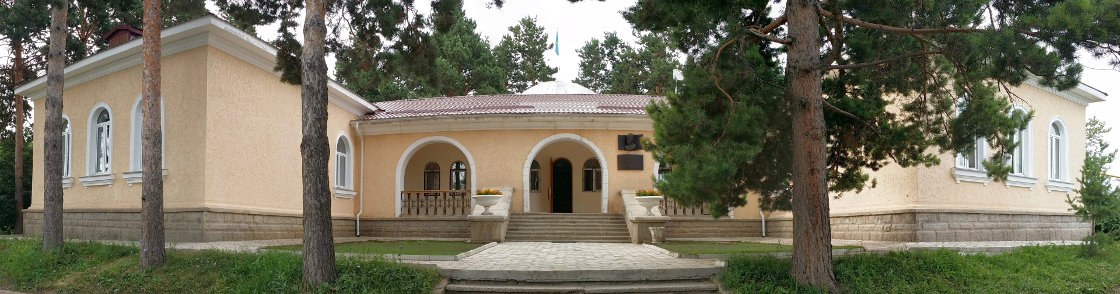
Instituto de Astrofísica V. G. Fesénkov.

Desde finales de la década de 1980 a 1999, la Academia contaba con 5 secciones (dedicadas a diferentes ramas de la ciencia) y una Academia Regional en Karagandá.

### Sección de Ciencias Físico-Matemáticas
- Instituto de Física Nuclear

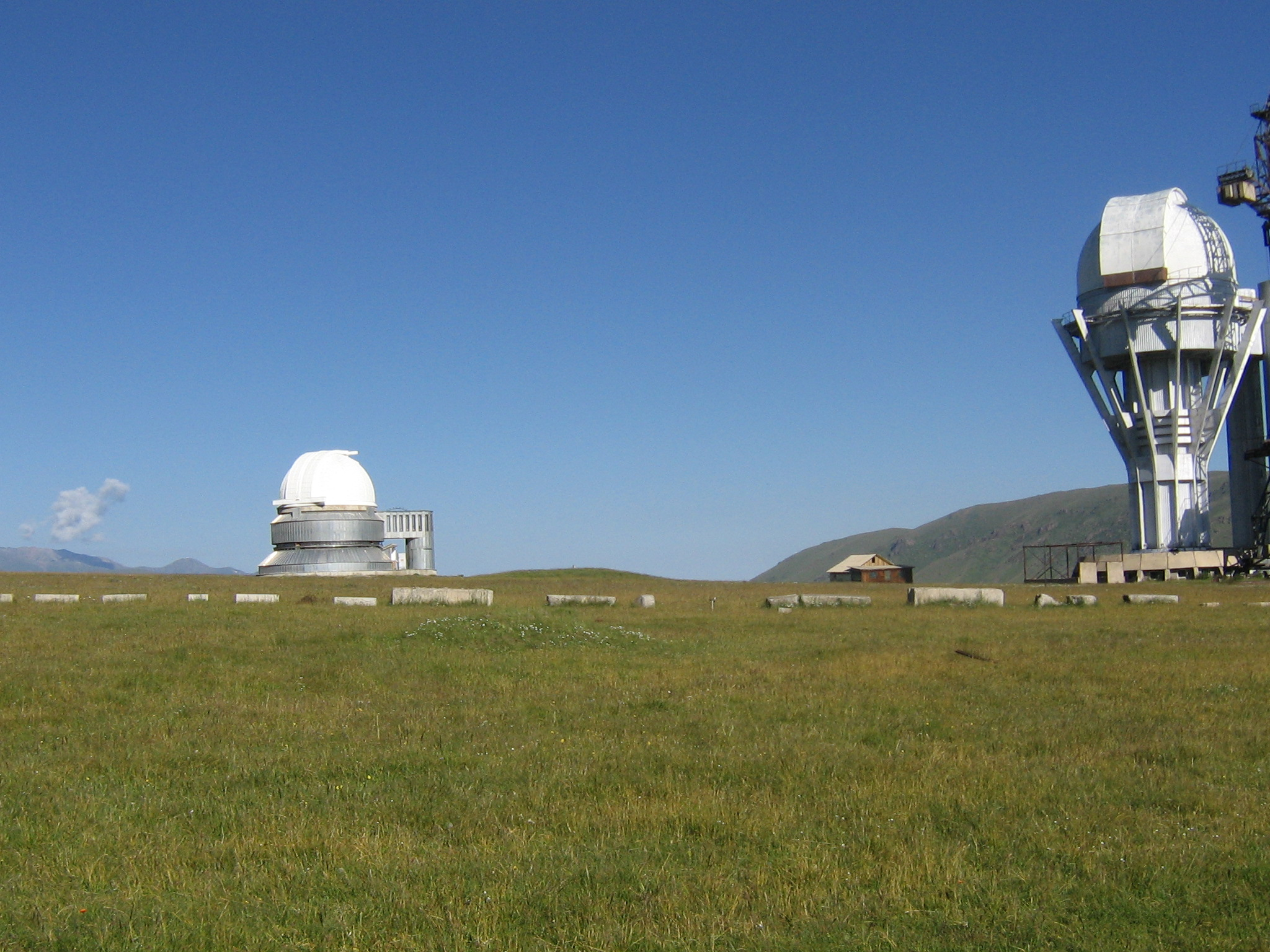
Observatorio de Assý-Turguén.

- Instituto de Física de Altas Energías
- Instituto de Matemática Teorética y Aplicada
- Instituto de Astrofísica V. G. Fesénkov
  - Observatorio de Kámenskoye Plató
  - Observatorio de Assý-Turguén
  - Observatorio astronómico de Tian-Shan
- Instituto de la Ionosfera
- Instituto de Física y Técnica de Almaty
- Instituto de Mecánica y de Ingeniería Mecánica
- Instituto de Investigación Cósmica
- Instituto de Informática y Sistemas

### Sección Ciencias de la Tierra
- Instituto de Ciencias Geológicas K. I. Satbáyev
- Instituto de Hidrogeológia e Hidrofísica U. M. Ajmedsafin.
- Instituto de Sismología
- Instituto de Ingeniería de Minas D. A. Kunáyev
- Instituto de Geografía

### Sección de Ciencias Químicas y Tecnológicas
- Instituto de metalurgia y enriquecimiento de minerales
- Instituto de Ciencias Químicas A. B. Bektúrov
- Instituto de Catálisis Orgánica y Ciencias Electroquímicas D. V. Sokolski
- Instituto de Química del Petróleo y Sales Naturales.

### Sección de Ciencias Biológicas
- Instituto de Genética General y Citología
- Instituto de Agrología
- Instituto de Botánica
- Instituto de Zoología
- Instituto de Microbiología y Virusología
- Instituto de Biología Experimental
- Instituto de Fisiología
- Instituto de Biología Molecular y Bioquímica M. A. Aitjozhin
- Jardín Botánico
- Centro Científico para los Problemas Regionales de Alimentación

### Sección de Ciencias Sociales
- Instituto de Filosofía
- Instituto de Estado y Derecho
- Instituto de Economía
- Instituto de Historia y Etnología Ch. Ch. Valijánov
- Instituto de Literatura y Arte M. O. Auezov
- Instituto de Lingüística A. Baitursynov
- Instituto de Asuntos Uigures
- Instituto de Arqueología A. J. Margulán
- Centro de Economía Exterior
- Centro de Estudios Orientales

### Sección para Kazajistán Central en Karagandá
- Instituto de Química y Metalurgia Zh. N. Abíshev
- Instituto de Síntesis Orgánica y Química del Carbón
- Instituto de Fisiología e Higiene Laboral
- Instituto de Matemática Aplicada
- Instituto para los Problemas de Asimilación Compleja de los Subsuelos

## Premio Shoqan Valijánov
En 1966 la Academia instituyó el premio Shoqan Valijánov, conferido por logros destacados en los campos de las ciencias públicas y geográficas y en las artes plásticas y arquitectura.